# フォトワークス
株式会社フォトワークスは、千葉県浦安市美浜にある企業であり、オリエンタルランド(OLC)の完全子会社である。

## 概要
フォトワークスは、主にOLCから東京ディズニーリゾート(TDR)における画像・映像に関する業務全般を受託している会社であり、TDR内でのゲストに対する記念写真撮影・販売サービス、パーク内で同時プリントフォトエキスプレスやデジタルカメラプリントサービスを行うラボ業務、TDR内やOLCグループ関連で撮影された商用画像・映像の製作・管理業務を行っている。

## 沿革
- 1998年6月15日　オリエンタルランドの100%出資子会社として設立